# Праздник Мин
Праздник Мин — церемония в Древнем Египте, празднование продолжения правления фараона. Корни праздника восходят к Доисторическому Египту. Наибольшую популярность праздник приобрел во время правления Рамзеса II из XIX династии. Праздник был связан с поклонением фараону и проводился в последний месяц лета. Церемонии проводились самим фараоном, затем его женой, семьей фараона и придворными. Фараон входил в святилище бога Мина, совершал жертвоприношение и приносил благовония. Затем статую бога выносили из храма на щите, который держали 22 жреца. Перед статуей бога находились две маленькие статуи фараона в положении сидя. Перед статуей бога Мина проходила масштабная церемониальная процессия с танцорами и жрецами. Напротив них находился фараон с белым быком, меж рогов которого находился диск, символизирующий Солнце. Когда статую бога приносили к концу церемонии, ей преподносились жертвы от фараона. В конце праздника фараон получал пучок злаков, которые символизировали плодородие.